# 罗杰杜彼
罗杰杜彼（Roger Dubuis）是一家总部位于瑞士日内瓦的豪华手表制造商。该公司由罗杰‧杜彼和卡洛斯‧迪亚斯（Carlos Dias）于1995年创立。2008年，该公司被历峰集团收购 。罗杰杜彼大部分机芯部件均自主生产。